# Sparta (Mississippi)
Pour les articles homonymes, voir Sparta.
Sparta est une communauté non constituée en municipalité (unincorporated community) du comté de Chickasaw, dans le Mississippi, aux États-Unis.

## Histoire
Sparta abritait autrefois deux églises et une école. Un bureau de poste a fonctionné sous le nom de Sparta de 1850 à 1905.
La compagnie H du 13th Mississippi Infantry (connue sous le nom de "The Spartan Band") a été enrôlée à Sparta le 23 mars 1861. Les soldats de cette compagnie ont servi avec l'armée de Virginie du Nord dans de nombreuses batailles, notamment First Manassas, Fredericksburg, Chancellorsville, Gettysburg, Chickamauga et la campagne d'Appomattox.

## Dans la culture populaire
Le film de 1967 Dans la chaleur de la nuit (In the Heat of the Night) se déroule à Sparta, mais a en fait été tourné dans l'Illinois, à Sparta et dans ses environs.